# Игорево
Игорево — деревня в Степановском сельском поселении Галичского района Костромской области России.

## География
Деревня числится в реестре зарегистрированных в АГКГН на 21.12.2011 под № 2030, однако на современных картах не отмечена.

## История
В качестве населённого пункта деревня образована в 2007 году. Постановлением Правительства Российской Федерации от 18 июня 2007 года деревне присвоено название Игорево.
До муниципальной реформы 2010 года деревня входила в состав Толтуновского сельского поселения.

## Население
| 2008 | 2010 | 2012 | 2014 |
| ---- | ---- | ---- | ---- |
| 0    | →0   | →0   | →0   |

## Инфраструктура
В деревне расположен туристический комплекс — этнографическая деревня «Русская деревня».